# Хехло (Сілезьке воєводство)
Хехло (пол. Chechło) — село в Польщі, у гміні Рудзінець Гливицького повіту Сілезького воєводства.
Населення — 512 осіб (2011).
У 1975—1998 роках село належало до Катовицького воєводства.

## Демографія
Демографічна структура станом на 31 березня 2011 року:
|          | Загалом | Допрацездатний вік | Працездатний вік | Постпрацездатний вік |
| -------- | ------- | ------------------ | ---------------- | -------------------- |
| Чоловіки | 245     | 45                 | 173              | 27                   |
| Жінки    | 267     | 47                 | 159              | 61                   |
| Разом    | 512     | 92                 | 332              | 88                   |